# Brogliaccio Pallavolo Ancona
O Gruppo Sportivo Brogliaccio, foi uma equipe italiana de voleibol feminino da comuna de Ancona, província de homônima, região de Marcas.

## Histórico
A fundação deu-se no ano de 1967 por mobilização de um grupo de estudantes da cidade de Marcas, em virtude disso recebeu o mesmo nome "il Brogliaccio" do Movimento Estudantil de Ancona (diretor Giancarlo Cappanera, técnico Franco Brasili) resultando num departamento juvenil de ponta, em meados da década de 70 para 80, obtendo três títulos dos campeonatos na categoria Sub-18, um Sub-20 e dois no Sub-15) feitos que alavancaram asceção do clube rapidamente a elite do vôlei nacional participando pela primeira vez da Série A no período de 1976-77 e no ano seguinte participou da recém criada Série A1. Em 1981-82 conquistou o título da Challenge Cup (na época nomeada Copa CEV)vencendo o time alemão Münster.
Em 1984-85 disputou as semifinais do campeonato, e foi derrotado pela Olimpia Teodora; o desempenho melhorou com o terceiro lugar na fase regular em 1986-87 e a chegada às semifinais do campeonato, em que o Brogliaccio foi derrotado pelo Civ&Civ Modena . Em 1985 teve início a parceria com a Centrale del Latte de Ancona, que patrocinou a equipe por sete temporadas sob a marca Yoghi. Na jornada 1987-88 conquistou a Copa CEV, na final em Ancara contra o Braglia Reggio Emilia.Em 1991 terminou em sexto lugar no Mundial de Clubes em São Paulo. No período de 1992-93, disputou o Mundial de Clubes de 1992 em Jesi e terminou na quarta posiçãocom o patrocinador Brummel, dividiu p terceiro lugar com Guadagni Impresem Agrigento e semifinais, novamente perdido para Latte Rugiada Matera. Nas competições de 1995-96, terminou com a última colocação na A1 e renunciou a vaga torneio A2 subsequente.

## Títulos

### Campeonatos internacionais
Mundial de Clubes
- Quarto posto: 1992

 Liga dos Campeões
 Supercopa Européia
 Taça CEV
- Campeão: 1993-94

 Taça Challenge
- Campeão: 1987-88

### Campeonatos nacionais
Campeonato Italiano
- Terceiro posto: 1984-85, 1986-87, 1992-93

 Copa Itália
 Supercopa Italiana